# Marc Barvais
Pour les articles homonymes, voir Barvais.
Marc Barvais (né à Uccle le 8 décembre 1952) est un homme politique belge, membre du Parti socialiste. Médecin généraliste, il devient président du CPAS montois en 2001 (Centre Public d'Aide Sociale). Le 6 décembre 2011, il devient Bourgmestre 'faisant fonction' de la ville de Mons en succédant à Elio Di Rupo nommé le même jour Premier ministre de Belgique

## Carrière politique
Mandat politique exercé antérieurement :
- Député wallon et de la Communauté française